# Ир (сын Иуды)
Ир (др.-евр. עֵר‬ Эр) — библейский персонаж; первый сын Иуды (сына Иакова) от дочери ханеянина по имени Шуа (Быт. 38:1—3). Старший брат Онана и Шелы (38:4, 5). Имел жену по имени Фамарь: «И взял Иуда жену Иру, первенцу своему; имя ей Фамарь» (Быт. 38:6).
Согласно библейской истории, Ир умер, потому что был неугоден Богу («был неугоден в очах Господа») (Быт. 38:7), не оставив потомства, а его жена — Фамарь, по традиции левирата (закону у́жичества, йибум), досталась Онану.